# Echeveria agavoides
Echeveria agavoides là một loài thực vật có hoa thuộc họ Crassulaceae, là loài thực vật bản địa của vùng đất đá Mexico mà hơn cả là ở các bang San Luis Potosí, Hidalgo, Guanajuato và Durango. Loài này được Charles Antoine Lemaire miêu tả khoa học lần đầu tiên vào năm 1863.

## Miêu tả
E. agavoides là một loài thực vật mọng nước có kích thước nhỏ, cao 8–12 cm (3–5 in) và sở hữu một bộ lá có hình dạng như búp hoa hồng với đường kính 7–15 cm (3–6 in). Cây thường sống đơn lẻ nhưng nếu gặp điều kiện thuận lợi sẽ có thể cho những cây con. Lá của cây có màu xanh, hình tam giác, dày (6 mm) và nhọn hơn lá của những loài khác cùng chi. Chính vì đặc điểm này mà cây được đặt tên là agavoides, nghĩa là nhìn trông giống như chi Agave. Nếu được chiếu đủ ánh sáng thì đỉnh lá của một số cây có thể chuyển sang màu đỏ hoặc màu đồng và viền lá cũng có thể có màu từ đỏ nhạt cho đến đỏ gắt. Phát hoa của cây xuất hiện vào mùa hè, bán kính nhỏ và có thể dài đến 50 cm (20 in). Hoa có màu hồng, cam hoặc đỏ với đầu cánh hoa có màu vàng sẫm.

## Phân loài
Danh pháp đồng nghĩa:
- Cotyledon agavoides (Lem) Baker 1869
- Urbinia agavoides (Lem) Rose 1903
- Echeveria yuccoides Morren 1874
- Urbinia obscura Rose 1903
- Echeveria obscura (Rose) A. berger 1930

Tên phổ biến trong tiếng Anh: crested molded wax agave
Phân loài:
- Echeveria agavoides var. corderoyi
- Echeveria agavoides var. multifida
- Echeveria agavoides var. prolifera

Giống cây trồng:
- Lipstick có viền lá màu đỏ
- Ebony có viền lá nâu gần như chuyển sang đỏ sẫm
- Aquamarine có lá màu xanh ngọc

## Chăm sóc
Tương tự như cái loài Echeveria khác, E. agavoides kị ẩm và phát triển tốt nhất trong điều khiện được chiếu nắng trực tiếp, nắng sẽ thúc cây ra hoa. Cây muốn ra hoa cần phải được nghỉ ngơi trong mùa đông, tránh tưới nước và được đặt nơi có nhiệt độ thấp nhưng không quá 5 °C (41 °F). Ở vùng khí hậu ôn đới cây phải được đặt trong nhà vào mùa đông và ngoài trời vào mùa hè.
E. agavoides đã được nhận giải Award of Garden Merit của Hiệp hội Làm vườn Hoàng gia.
Nhiều loài mới đã được lai tạo để cho ra hoa hoặc lá có màu sắc sặc sỡ hơn.
Cách đơn giản nhất để nhân giống cây là tách lá hoặc chia rễ.